# 伊迪絲·威爾遜
伊迪絲·博林·高爾特·威爾遜（英語：Edith Bolling Galt Wilson，1872年10月15日—1961年12月28日）是第28任美國總統伍德羅·威爾遜的第二任妻子，在1915年至1921年間擔任美國第一夫人。伊迪絲·威爾遜在1915年12月與喪偶逾一年的伍德羅·威爾遜結婚。
威爾遜任總統期間，伊迪絲一直擔當頗有影響力的角色，甚至在其夫其後於1919年10月多次中風後的餘下任期間負責管理總統辦公室，並決定哪些信息及國務需要被傳遞予臥床不起的總統威爾遜。